# Madrugada (chanson)
Chansons représentant le Portugal au Concours Eurovision de la chanson
E depois do adeus
(1974) Uma flor de verde pinho
(1976)
Madrugada (en français Aube) est la chanson représentant le Portugal au Concours Eurovision de la chanson 1975. Elle est interprétée par Duarte Mendes.

## Eurovision
Le diffuseur RTP ne peut pas organiser un concours de sélection ouvert, invite quatorze compositeurs dont seuls dix acceptent de se présenter. Le vote est de la responsabilité des auteurs et compositeurs du concours qui doivent attribuer entre 1 et 5 points aux chansons autres que les leurs. La diffusion est également différente, ainsi la présentation des dix chansons au grand public est retardée le 14 février à 13 h sur RTP1 et à 21 h sur RTP2 (à l'époque, tout le monde n'avait pas accès à cette chaîne). Le lendemain, samedi, l'enregistrement des chansons reprend et le vote, en direct, révèle la volonté des auteurs et compositeurs.
La chanson décrit la joie ressentie au Portugal par le succès de la révolution des Œillets qui a eu lieu l'année précédente et à laquelle Duarte Mendes avait participé. Mendes décrit le renversement de l'Estado Novo comme une renaissance et une aube pour le Portugal. Mendes dédicace sa chanson à cette révolution.
Duarte Mendes voulait se présenter avec un uniforme militaire et une arme mais devra se contenter d'un œillet rouge à la boutonnière.
La chanson est la seizième de la soirée, suivant Old Man Fiddle interprété par Pihasoittajat pour la Finlande et précédant Tú volverás interprété par Sergio y Estíbaliz pour l'Espagne.
À la fin des votes, elle obtient 16 points, dont les douze de la Turquie, et finit seizième des dix-neuf participants.
La chanson fait aussi l'objet d'une adaptation en anglais April Dawn et en français Chant d'avril.

### Points attribués au Portugal
| 12 points | 10 points | 8 points | 7 points           | 6 points |
| --------- | --------- | -------- | ------------------ | -------- |
| - Turquie |           |          |                    |          |
| 5 points  | 4 points  | 3 points | 2 points           | 1 point  |
|           |           |          | - Espagne - France |          |